# Ligne 125A (Infrabel)
Pour les articles homonymes, voir Ligne 125.
La ligne 125A est une ligne de chemin de fer belge de la banlieue liégeoise. Sa vitesse de référence est de 90 km/h.
Elle relie le quadrilatère ferroviaire du Val-Benoit à la gare de Flémalle Haute, en desservant la gare de triage de Kinkempois et les usines sidérurgiques Cockerill (devenues ArcelorMittal) de Renory, Ougrée et Seraing via la rive droite de la Meuse (alors que la ligne 125 à laquelle elle s'embranche dessert la rive gauche).

## Historique
- Le 15 avril 1851, un premier tronçon est inauguré entre Flémalle et Ougrée.
- Le 20 juin de la même année, la ligne est prolongée vers Angleur. Elle est posée à double voie dès l'origine.
- À partir de 1976, le trafic voyageur est repris par la route, et la ligne est limitée au transport de marchandises.
- Le 26 mai 1984, la ligne est électrifiée en 3 000 volts.
- Le 8 mai 2016, la ligne est exceptionnellement rouverte au transport de passagers le temps de l'évènement MétamorphoseS.
- Le 10 juin 2018, le trafic voyageurs reprend avec la réouverture de deux gares à Ougrée et Seraing

## Transport de voyageurs
Durant 125 ans, des milliers de travailleurs ont emprunté la ligne 125A pour se déplacer de Liège à Flémalle en passant par Ougrée et Seraing sur la rive droite de la Meuse. Quotidiennement, les ouvriers de la sidérurgie du bassin liégeois et des cristalleries du Val-Saint-Lambert ont profité d’un service ferroviaire dédié. Mais en 1976, le trafic voyageur est repris par les bus, et la ligne est restreinte au seul transport de marchandises.
Après une courte réouverture au voyageur pour se rendre aux festivités dans le cadre de l'évènement MétamorphoseS en mai 2016, la ligne 125A est finalement pleinement rouverte au transport de passagers le 10 juin 2018. Elle est desservie quotidiennement toutes les heures entre 6h et 20h, avec en semaine des fréquences renforcées matin et soir avec 2 trains par heure, soit un total de 38 trains par jour.
Grâce à cette réouverture, les pôles économiques de Waremme, Ans, Seraing, Flémalle, Liège, Herstal, ainsi que l'aéroport de Liège et les entreprises du Parc Scientifique sont pleinement connectés. En outre, les étudiants bénéficient aussi d'une correspondance vers les amphithéâtres de l'Université de Liège situé sur le site du Sart-Tilman via la ligne de bus 41.
Une demande de réouverture de la gare du Val-Saint-Lambert, émis par la commune de Seraing, est pour le moment écarté par la SNCB qui déclare qu'un tel projet pourrait voir le jour si la fréquentation des lieux augmente dans les années à venir.
Après près d'un an de service, les résultats sont satisfaisants, avec une moyenne de 294 voyageurs par jour.

## Trafic marchandises
La ligne est uniquement employée en trafic marchandises entre 1976 et juin 2018 (excepté durant l'évènement MétamorphoseS début mai 2016 où la ligne est à nouveau employée pour le transport de passagers).
Les trains venant du nord de la France et du bassin de Charleroi qui doivent être reçus au triage de Kinkempois l'utilisent, ainsi que les trains desservant les industries raccordées.

## Ouvrages d'art
La ligne traverse littéralement certaines installations sidérurgiques. Une tranchée couverte est aussi aménagée sous l’usine d’Ougrée.
La Meuse est franchie à Flémalle.